# 大石邦彦
大石 邦彦（おおいし くにひこ、1970年〈昭和45年〉5月20日 - ）は、CBCテレビ報道部の論説委員兼アナウンサー。

## 来歴
山形県最上郡最上町の出身。山形県立山形東高等学校を経て、慶應義塾大学経済学部卒業後の1994年4月1日付で、アナウンサーとしてCBC（当時はラジオ・テレビ兼営局の中部日本放送）へ入社。同期入社のアナウンサーに、中橋かおり、吉村洋子、日角真（現在は報道部に所属）、相羽装子がいる。
アナウンサーとしては、CBCラジオへのラジオ放送部門移管に伴うCBCテレビへの自動転籍（2014年4月1日）などをはさみながら、平日夕方にテレビ（CBCテレビ）放送される情報・報道番組に長らく出演。若手時代には『ミックスパイください』や『ユーガッタ!CBC』内のコーナーでリポーター、2006年4月から3年間は『イッポウ』、後継番組の『チャント!』では2021年3月までメインキャスターを務めた。また、CBCテレビを含むJNN加盟局・CBCラジオを含むJRN加盟局から優秀なアナウンサーを表彰するアノンシスト賞で、テレビ・フリートーク部門の優秀賞を第36回（2010年度）・第43回（2017年度）・第47回（2021年度）に受賞している。
『チャント!』での肩書が「アンカーマン」に変更された2021年度からは、日本国内で2020年初頭から新型コロナウイルス感染症の流行が広まり始めたことを背景に、COVID-19ワクチン接種後の副反応や後遺症に関する調査報道活動（新型コロナワクチンの副反応問題に関する調査報道）にも従事。他のメディアが当該事案をほぼ取り上げない状況で、患者や関係者への取材を2年以上にわたって続けた。さらに、その成果を「大石が行く!」（『チャント!』内での担当コーナー）やYouTube限定の配信動画で随時公表したところ、前述した第47回アノンシスト賞における「活動部門」も受賞。2023年には、第60回ギャラクシー賞（放送批評懇談会）の報道活動部門で「選奨」として表彰された。こうした調査報道に対する視聴者や関係者からの反響は大きく、同年には取材の成果を記録した特別番組の放送や著書の出版にも至っている。また出版にて得られる印税は新型コロナワクチンによる被害者および遺族の団体へ全て寄付をすることを表明している。
本人によれば、アナウンサー時代にCBCの放送対象地域（愛知県、三重県、岐阜県）内の全市町村を取材で訪れたほか、累計2万人以上を取材したという。アナウンス部では後年に専任部長を務めた。入社29年目の2023年7月1日付で報道部へ異動したことを機に、論説室の解説委員（論説委員）に就任した。
報道部への異動後も、それ以前に担当していた『チャント!』と『大石邦彦のNOW ON SHARE!』（2022年4月より放送しているCBCラジオの収録番組）への出演を続けており、両番組をはじめとする対外活動では「『チャント!』アンカーマン」という肩書を主に使用。一方、2023年10月3日放送の『ゴゴスマ -GO GO!Smile!-』では、レギュラーコメンテーターの石塚元章（大石が報道部へ異動する前の「論説委員」）に代わって「CBC論説委員」という肩書で出演した。
2024年4月現在、報道部所属ながら報道部専任部長でアナウンサーを兼務している（CBCテレビ公式HPにおける「CBCアナウンサープロフィール」に自身のデータが掲載されており、チャント!のHPにおける肩書はCBCアナウンサー）。

## 人物・エピソード
- 休日は読書をしたり[7]、サウナに通っている[8]。
- 自著の刊行記念として、2024年にサイン会を行った[9][10][11]。

## 現在の出演番組

### テレビ
- チャント!
  - メインキャスター：2019年4月1日 - 2021年3月26日[12]
  - アンカーマン：2021年3月29日 -
    - 『Nスタ』（TBSテレビ制作の報道・情報番組）の平日版から第0部（任意ネット枠）と第2部（JNN全国ニュース枠）を内包している関係で、アナウンサー時代には、第0部で中京広域圏（CBCの放送対象地域）内からの生中継に登場することもあった。

### ラジオ
- 大石邦彦のNOW ON SHARE!（2022年4月2日 - 、毎週土曜日11:40 - 11:55）

## 過去の出演番組

### ラジオ
- K's UP（1996年10月 - 1998年3月）
- LOVEARTH（火曜）
- SUPER J Hit's COUNTDOWN（1998年4月 - 2000年9月）
- ぽっぷん王国ミュージックスタジアム（金曜）
- ますだおかだ増田のラジオハンター!（朝日放送ラジオ、2023年4月6日）
  - 2021年9月30日から毎週木曜日の午後（『チャント!』本番前の時間帯）に関西ローカルで放送している生ワイド番組。パーソナリティの増田英彦（ますだおかだ）と担当番組を通じて親交がある縁で、CBCテレビ本社から「今週のハンター!」（13時台のコーナー）に電話でゲスト出演。
- CBCラジオ ＃プラス!（2024年9月9日[13]）

### テレビ
- 晴れドキ（司会）
- ミックスパイください（「赤札小僧」の中継で人気を博した）
- ユーガッタ!CBC（冠コーナー「大石で行こう」のリポーター）
- 乱!総選挙2009 ・乱!参院選2010（CBCローカル版メインキャスター）
- イッポウ（2006年4月3日 - 2019年3月29日、メインキャスター）
- ゴゴスマ -GO GO!Smile!-（2023年10月3日、2024年9月9日 - 9月12日[14]「CBC論説委員」の肩書で出演）

1956年12月1日から2013年3月31日までのCBCは（中部日本放送時代）、ラジオとテレビの兼営局だった。2013年4月1日付で中部日本放送のラジオ放送部門とラジオ放送免許がCBCラジオへ承継されたことで、テレビ放送のコールサインが変更。このことから、2013年4月1日の午前0時には、コールサイン変更のアナウンスを中京ローカル向けの生放送で特別に担当した。なお、中部日本放送はテレビ放送部門・テレビ放送免許・テレビ放送関連（アナウンス部や報道部を含む）の部署を翌2014年4月1日にCBCテレビへ移管したことに伴って、CBCテレビ・CBCラジオなどのグループ会社を統括する認定放送持株会社へ移行。当時は中部日本放送のアナウンサーだった大石も、同日付でCBCテレビへ自動的に転籍している。

## 著書
- 『新型コロナワクチンの光と影 誰も報じなかった事実の記録』（2023年2月21日刊行、方丈社、ISBN 978-4910818030）
- 『新型コロナワクチン 影の輪郭』（2024年5月22日刊行、方丈社、ISBN 978-4910818160）